# Питерсберг (Индиана)
Питерсберг (англ. Petersburg) — город и административный центр округа Пайк в штате Индиана в Соединённых Штатах Америки.
Согласно данным переписи населения США 2020 года число жителей города 
составляло 2304 человека, что, для такого небольшого населённого пункта, существенно меньше (− 3.3%), чем было во время предыдущей переписи проводившейся в 2010 году (2383 человека).

## История
Питерсберг был основан в 1817 году и был назван в честь Питера Брентона (англ. Peter Brenton), одного из первых местных землевладельцев. Первое отделение Почтовой службы США было открыто в городе в 1823 году.

## География
Питерсберг расположен на берегах реки Уайт-Ривер.
Согласно данным Бюро переписи населения США от 2010 года, общая площадь города составляет 1,474 квадратных мили (3,82 км2), из которых 1,47 квадратных мили (3,81 км2 или 99,73%) — это суша и 0,004 квадратных мили (0,01 км2 или 0,27%) приходится на водную поверхность.

## Климат
Климат в этой области характеризуется жарким влажным летом и, как правило, мягкой или прохладной зимой. Согласно системе классификации климатов Кёппена, в Питерсберге влажный субтропический климат, сокращенно обозначаемый аббревиатурой «Cfa» на климатических картах.